# 莫鲁卡贝萨努滕布
莫鲁卡贝萨努滕布（葡萄牙語：Morro Cabeça no Tempo）是巴西皮奥伊州的一个市镇。总面积2210.922平方公里，总人口4241人，人口密度1.9人/平方公里。